# Brutal (canção)
"Brutal" é uma canção gravada pela cantora estadunidense Olivia Rodrigo, presente em seu primeiro álbum de estúdio, Sour (2021). A música foi escrita por Rodrigo e Dan Nigro, sendo produzida pelo mesmo. Foi lançada em 3 de setembro de 2021 através da Geffen e Interscope Records, como quinto single do álbum.

## Antecedentes e composição
"Brutal" é uma das onze músicas do álbum de estreia de Rodrigo, sendo a faixa de abertura do disco. A música se ressente da ideia de que a adolescência de uma pessoa é seu melhor e compartilha um sentimento de frustração adolescente.
"Brutal" é uma canção dos gêneros pop punk, nu metal e rock alternativo, com influências do grunge, indie rock e punk rock, sendo comparado com as canções da década de 1990. Na faixa, Rodrigo canta sobre suas angústias e inseguranças da adolescência, como nas linhas "Eu estou cansada dos meus dezessete anos, onde está a porra do meu sonho adolescente?" e "Eu sinto que ninguém me quer, e eu odeio a maneira como sou vista / Eu só tenho dois amigos verdadeiros, ultimamente, estou uma pilha de nervos". Também no começo da faixa, é possível ouvir Rodrigo falando "Eu quero que seja, assim, bagunçado", antes do solo de guitarra começar.

## Vídeo musical
O vídeo musical de "Brutal" foi lançado em 23 de agosto de 2021 e dirigido por Petra Collins, mesma diretora do vídeo de "Good 4 U". O vídeo apresenta participações especiais dos atores Lukas Gage e Nico Hiraga, bem como da modelo Salem Mitchell.  Os penteados de Rodrigo no vídeo foram estilizados por Clayton Hawkins. O vídeo retrata a "angústia adolescente" de Rodrigo, usando vários elementos visuais da cultura pop dos anos 1990-2000.

## Faixas e formatos
| Download digital e streaming |          |         |  |
| N.º                          | Título   | Duração |  |
| 1.                           | "Brutal" | 2:23    |  |